# Vlag van Huins en Lions

Vlag van Huins en Lions

De vlag van Huins en Lions is de dorpsvlag van de Nederlandse dorpen Huins en Lions, in de Friese gemeente Leeuwarden. De vlag werd in 1999 aangenomen en in 2001 geregistreerd. Het ontwerp van de vlag is van de hand van J.C. Terluin en R.J. Broersma.

## Beschrijving
De beschrijving van de vlag is als volgt:
Drie hoogtebanen, rood, wit en rood, elke baan belegd met een dakpan, wit, rood en wit, gelegd tussen 1/10 en 9/10 van de vlaghoogte en de linker- en rechterzijde samenvallend met de linker- en rechterzijde van de hoogtebaan; de witte dakpannen belegd met een groene klaver van 1/2 vlaghoogte.
De kleuren zijn afkomstig van het dorpswapens.

## Symboliek
- Dakpannen: symbolen voor de steenfabriek die gelegen was aan de Bolswardertrekvaart. De brug over de Bolswardertrekvaart heet dan ook de Panwerksbrug.[3]
- Klavers: verwijzen naar de beide dorpen en hun agrarische karakter.[3]

## Zie ook

Wapen van Huins
Wapen van Lions